# Drapeau et armoiries de Medellín
 (octobre 2024).
Le drapeau de la ville de Medellín (Colombie) est officiellement adopté le 9 octobre 1991.

## Composition et symbolisme
Dans sa version la plus récente, il est composé d'un rectangle divisé en deux bandes horizontales de taille identique, de couleur blanc et vert, avec les armoiries de la commune en son centre.

### Couleurs
| Couleur | ● Blanc | ● Vert  |
| ------- | ------- | ------- |
| HTML    | #FFFFFF | #046A38 |

Le drapeau porte les couleurs blanc et vert :
- le blanc représente la justice, la miséricorde et la bonté ;

- le vert représente la liberté, la santé et la charité.

## Armoiries

Armoiries de Medellín.

Les armoiries de la commune de Medellín, la forme du blason a ses variations ; Par exemple, les entités municipales représentent normalement l'écu avec le contour qui correspond au style français dit moderne, un contour quadrilong dont les coins inférieurs sont arrondis par un quart de cercle (une demi-partie), et au centre de la partie inférieure il est muni d'une pointe formée par la réunion de deux quarts de cercle de même proportion. Ils le préfèrent probablement pour sa forme rectangulaire, car elle facilite le dessin puisque le modèle du document royal est contenu dans un rectangle. De plus, ce contour a été utilisé depuis longtemps, comme en témoigne une série de boucliers de la ville retrouvés dans la Basilique de la Candelaria, ancienne cathédrale et siège de la plus ancienne paroisse de Medellín.